# Яси
Ясите са аланско племе преминало на територията на Кралство Унгария в 13 век. Ясите се заселват в равнините източно от река Дунав.
Тази област става известна като Ясшаг (Язигия) (унг. Jászság), като в продължение на няколко века се ползва със специални привилегии и има особен статут.